# Lienhardt & Partner Privatbank Zürich
Die Lienhardt & Partner Privatbank Zürich AG (bis 2001 Gewerbebank Zürich) ist eine sich weitgehend in Familienbesitz befindliche Schweizer Universalbank mit Sitz in Zürich und einer Niederlassung in Bern. Ihre Kernaktivität umfasst die Bereiche Private Banking, Immobilien und Vorsorge. Die Privatbank ist als selbständige Bank dem Regionalbankenverbund Entris Holding angeschlossen. Sie beschäftigt zurzeit rund 80 Mitarbeiter in Vollzeitäquivalenten (mehr als 100 Mitarbeiter insgesamt) und verfügt über eine Bilanzsumme von mehr als 1 Milliarde Schweizer Franken. 2020 verzeichnete Lienhardt & Partner nach vierjährigem Wachstum einen Ertrag von CHF 34,4 Mio. bei einer Eigenkapitalquote von über 11 %.

## Geschäftsbereiche
Lienhardt betätigt sich im Geschäftsfeld Private Banking mit Vermögensverwaltung, Anlageberatung, Finanzierung, Vermögensplanung, Depotbank-Services und Ausserbörslichem Handel. Im Geschäftsfeld Immobilien bietet Lienhardt sowohl Kauf- wie auch Mietobjekte (inklusive Erstvermietung) an, dazu Finanzierung und Immobilien-Dienstleistungen. Das Geschäftsfeld Vorsorge beinhaltet Freizügigkeit, Säule 3a, Vorsorgeberatung, Versicherungslösungen sowie Angebote für Vertriebspartner und Vorsorgeeinrichtungen unter der Bezeichnung ‘Unabhängige Vorsorge Zürich’ (UVZH). Lienhardt & Partners betreibt eine der vier Schweizer Plattformen für ausserbörslichen Handel. Ab Anfang 2021 hat sie den Handel mit nichtkotierten Schweizer Aktien um das Segment der Immobilienanlagen erweitert.

## Geschichte

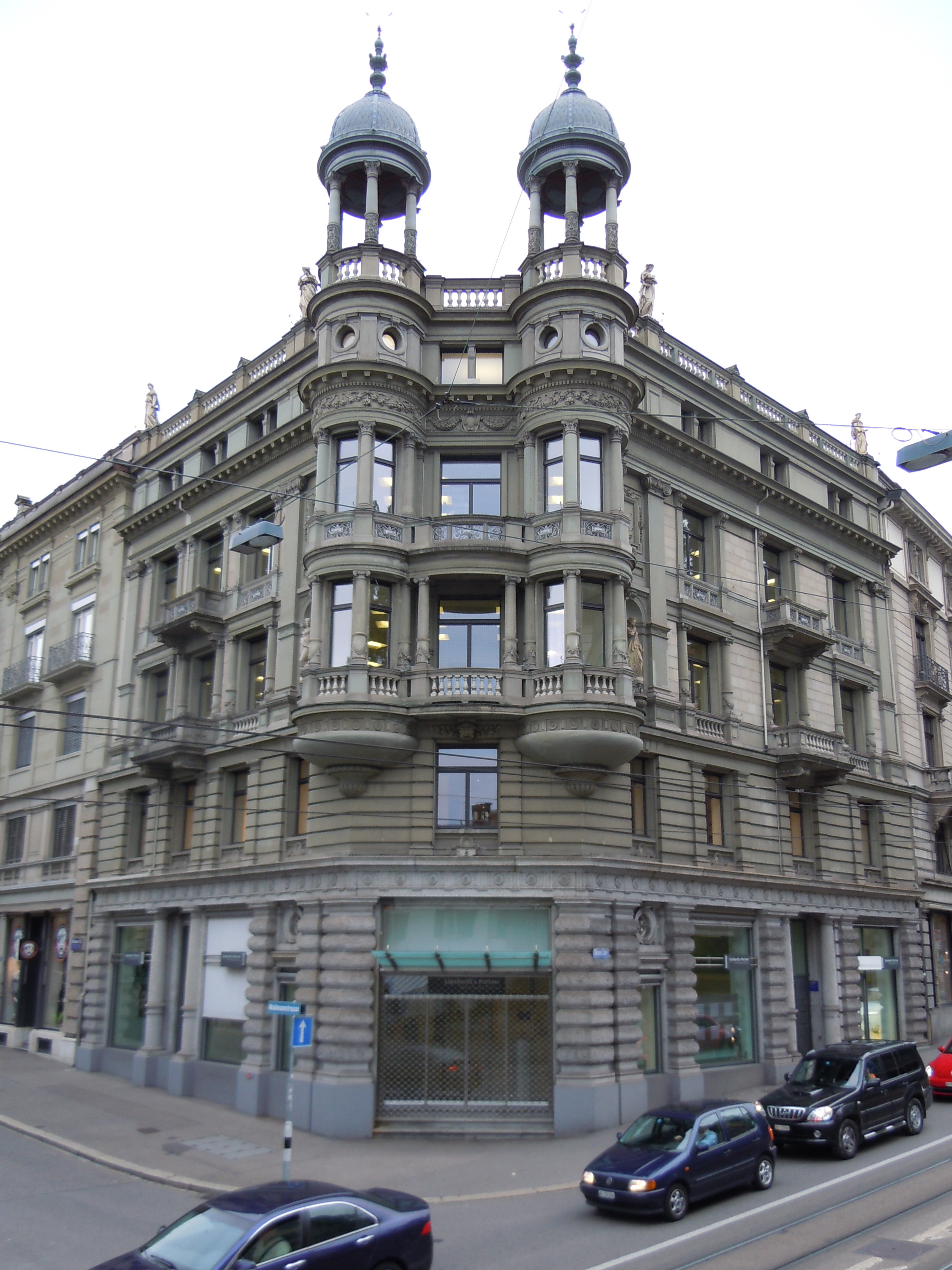
Das Bankgebäude in der Zürcher Rämistrasse

Die Lienhardt & Partner Privatbank Zürich ging 2001 aus der Übernahme der Aktienmehrheit an der Gewerbebank Zürich durch Privatinvestoren hervor.
Die Gewerbebank Zürich ihrerseits wurde 1868 als «Vorschuss- und Kreditverein der Handwerker des Bezirkes Zürich» gegründet. 1893 zog die Gewerbebank in einen drei Jahre zuvor fertiggestellten Jugendstilbau am Rande der Zürcher Altstadt, welcher bis heute Wahrzeichen und Sitz des Unternehmens ist. 1914 wurde sie von einer Genossenschaft in eine Aktiengesellschaft umgewandelt. Sie blieb jahrzehntelang eine in Zürich verankerte Regionalbank mit besonderem Augenmerk für den Handwerker-, Gewerbe- und Mittelstand.
1991 übernahm sie die Sparkasse Limmattal und löste diese 1992 in die Gewerbebank Zürich auf. 1994 schloss sich die Gewerbebank Zürich der neu gegründeten RBA-Holding als Gemeinschaftsorganisation der Schweizer Regionalbanken an. Im Gegensatz zu den meisten traditionellen Regionalbanken beschränkte sich die Gewerbebank Zürich nicht nur auf das herkömmliche Retailbanking mit dem Spar- und Hypothekargeschäft, sondern spezialisierte sich zusätzlich auf das Private Banking sowie auch auf die Immobilienbewirtschaftung.
2001 übernahm Franz Lienhardt, der zuvor die auf Verwaltung und Vermittlung von Liegenschaften spezialisierte Linco AG in die Gewerbebank Zürich als Tochtergesellschaft eingebracht hatte, die Aktienmehrheit der Gewerbebank Zürich. Die restlichen Aktien verteilen sich auf rund 500 Aktionäre. Mit der Übernahme verbunden war die Umbenennung in Lienhardt & Partner Privatbank Zürich AG, die jedoch weiterhin dem Regionalbankenverbund angeschlossen bleibt. Die drei zuvor von der Gewerbebank Zürich aufgebauten Bereiche bilden noch heute das Kerngeschäft der Bank, wobei das traditionelle Zinsengeschäft aus dem Spar- und Hypothekargeschäft weiterhin einen grossen Anteil am Betriebsertrag beisteuert.
2014 ist Lienhardt als Ergänzung zu Private Banking und Immobilien ins Vorsorgegeschäft eingestiegen und bietet in diesem auch komplett digitalisierte Lösungen an. Gemäss einem Bericht in der SonntagsZeitung habe die deutsche Frauenrechtlerin Alice Schwarzer ein Konto bei einer nicht genannten Schweizer Bank zur Steuerhinterziehung benutzt und dieses Geld später zu Lienhardt & Partner transferiert. Im Jahr des 150 Jahr-Jubiläums 2018 schüttete Lienhardt & Partner dem Alter entsprechend eine Jubiläumsdividende von CHF 150.- pro Aktie aus.